# Michaël Stora
Pour les articles homonymes, voir Stora.
Michael Stora, né le 27 septembre 1964 est psychologue et psychanalyste. 

## Biographie
Michaël Stora naît le 27 septembre 1964. Il suit une formation de cinéaste.
Il s’intéresse à l’objet numérique, à la fois en tant que sujet de recherche et en tant qu’outil thérapeutique,,.  
En 2000, il co-fonde l’Observatoire des mondes numériques en sciences humaines, dont il devient le président.
Il exerce comme psychanalyste. Il se sert du monde virtuel pour soigner les ados dépendants aux ordinateurs. Il utilise le jeu vidéo dans la pratique avec ses patients, notamment les enfants du CMP de Pantin qu'il a suivis pendant sept ans avant d'exercer en libéral.
En 2010, Michaël Stora est chargé d’enseignement au DU de psychosomatique à la faculté de médecine la Pitié-Salpêtrière de l'Université Pierre-et-Marie-Curie- UPMC (Paris 6).
Depuis 2002, il a travaillé comme consultant pour SEGA, Ubisoft, Electronic-Arts, Microsoft, Mimesis, Activision. En Avril 2012, il rejoint le panel d'expert pour la plateforme HappyStudio de Mc Donald Europe.
Il a son propre blog sur Huffington Post.
Il monte "L’École des Héros" pour aider des jeunes en souffrance à reprendre pied.

## Publications
- Réseaux (a)sociaux : découvrez le côté obscur des algorithmes, Larousse, 2021  (ISBN 978-2-03-600803-8).
- Et si les écrans nous soignaient ? Psychanalyse des jeux vidéo et autres plaisirs digitaux, Collection Cyber-psychologie, Éditions Érès, 2018[14],[15]  (ISBN 978-2-7492-5838-6).
- Hyperconnexion , co-écrit avec Anne Ulpat, Éditions Larousse, 2017[16],[17]  (ISBN 978-2-03-593658-5).
- Médiations numériques et prise en charge des adolescents, ouvrage sous la direction de Charlotte Constantino et Patrice Huerre, Éditions Lavoisier, 2016  (ISBN 978-2-257-20707-4).
- Télé et jeux vidéo, Nathan, 2010[18].
- Des avatars et des hommes , Co-écrit avec Nicolas Gaume, Éditions Anne Carrière, Paris, 2010.
- Introduction au Serious Game, Éditions Question théoriques, sous la direction de Julian Alvarez et Damien Djaouti, 2010.
- Télé et jeux vidéo, un bon dosage pour un bon usage , Co-écrit avec Madeleine Deny, Nathan, Collection « Les petits guides parents », 2010  (ISBN 978-2-09-278534-8).
- Dictionnaire de l’adolescence et de la jeunesse (ouvrage collectif), Définition du mot « Image », sous la direction de David Le Breton et Daniel Marcelli, coll. Quadrige, Presses universitaires de France, 2010[19]
- Second Life, ouvrage collectif dirigé par Mario Gerosa, éditions  Meltemi, Rome, 2007
- Les écrans, ça rend accro… , Collection « Ca reste à prouver… », éd. Hachette Littérature, Paris, 2007[20],[8]  (ISBN 978-2-01-237254-2).
- L’enfant au risque du virtuel , collection Inconscient et Culture, Éditions Dunod, Paris, 2006[21],[22]  (ISBN 2-10-050050-3).
- Guérir par le virtuel, une nouvelle approche thérapeutique, Presses de la Renaissance, 2005[23]  (ISBN 2-7509-0012-3).
- Marcher dans l'image: une narration sensorielle , in  Coll.: Dossier en Sciences Humaines sous la direction de Mélanie Roustan, L'Harmattan, Paris, 2003.